# The Good Company
The Good Company es un grupo español de indie rock e indie pop fundado en 2007 y liderado por Víctor Ordóñez.

## Historia
El grupo nace cuando el canario Victor Ordóñez conoce a Sergio Pueyo, que ya se había hecho un nombre en el circuito catalán. Su primer trabajo «28» lanzado en 2008 está producido por Ricky Falkner (Love of Lesbian, Sidonie, Zahara) y contiene 10 temas pop con toques de rock alternativo y electrónicos, todos ellos interpretados en inglés.
En 2011 lanzan el álbum «Dearland», un disco más detallista que a diferencia del anterior incluye algunos cortes en español. Posteriormente se realizó una serie de vídeos en directo «Dearland On Location» en donde se muestra al grupo interpretando algunos de los temas más representativos del álbum.
Su tercer trabajo «Walden Year» vio la luz en febrero de 2016 a través de una campaña de micromecenazgo iniciada por el propio grupo en redes sociales. Basado en las vivencias naturalistas reflejadas por el escritor Henry David Thoreau en su obra «Walden», este nuevo trabajo se define más conceptual y reflexivo.
The Good Company cuenta con gran proyección nacional, habiendo tocado en diversos festivales y eventos, como Primavera Sound, WOMAD, Evento Sarmiento, el Día de la Música y los Conciertos de Radio 3 de RNE.

## Discografía

### Álbumes
| Álbum       | Sello discográfico       | Año de lanzamiento |
| ----------- | ------------------------ | ------------------ |
| 28          | Mckenzie Muzik           | 2008               |
| Dearland    | Mckenzie Muzik/PopSTock! | 2011               |
| Walden Year | Indica/Altafonte         | 2016               |